# Kannazuki no Miko
Kannazuki no Miko (神無月の巫女) là một manga/anime do Ota Hitoshi và Shichinohe Terumasa sáng tác. Đây là một trong số ít những tác phẩm tập trung vào thể loại yuri. Manga và anime được phát hành hầu như cùng lúc, vào đầu tháng 10 năm 2004 (tên của tác phẩm có nghĩa là "Nữ Pháp sư tháng 10"). Hãng Geneon Entertainment đã nhanh chóng mua bản quyền phát hành anime này ở thị trường Bắc Mỹ.

## Cốt truyện
Thế giới một lần nữa bị đe dọa bởi rồng quỷ Orochi. Mọi hy vọng được đặt vào 2 cô gái trẻ được cho là 2 nữ pháp sư đã từng tiêu diệt được Orochi nhiều năm trước đầu thai. Nhưng trong thế giới hiện đại này, Orichi có mecha, còn các miko cũng lái mecha luôn. 2 nữ pháp sư sẽ phải đánh thức Ame no Murakumo (kiếm thần Kusanagi-no-Tsurugi) để có thể chống lại Orochi.
Himeko và Chikane là 2 cô gái trẻ đang theo học tại học viện Ototachibana. Họ sinh cùng ngày cùng tháng cùng năm, và là bạn thân của nhau. Nhưng cuộc đời họ đột ngột thay đổi khi một mecha do Ōgami Sōma, là chiếc đầu thứ 7 của Orochi đầu thai, lái tấn công vào khu ký túc xá của trường. Mục tiêu của anh ta là tiêu diệt Himeko, một trong 2 nữ pháp sư ngày xưa.

## Nhân vật

### Kurusugawa Himeko (来栖川 姫子)
- Tên: Kurusugawa Himeko
- Lồng Tiếng: Shitaya Noriko
- Tuổi: 16
- Màu tóc: Vàng
- Màu mắt: Tím
- Đồng phục: Hakama màu đỏ
- Biểu tượng Miko: Mặt trời
- Tiểu sử: Himeko là một nữ sinh tạo học viện Ototachibana. Do có 1 quá khứ đau buồn, Himeko là một cô gái yếu đuối và vụng về. Cô sống trong ký túc xá của học viện cùng Makoto, bạn cùng phòng. Himeko rất bị ghét ở trường, vì cô có được sự quan tâm đặc biệt của Chikane, người thường được gọi là Miya-sama của học viện. Thật ra ít người biết rằng Himeko và Chikane đã quen nhau từ lâu, và họ thường lén gặp nhau trong giờ ăn trưa ở nơi bí mật là khu vườn sau học viện. Lúc đầu Himeko hoàn toàn không để ý đến tình cảm của Chikane dành cho mình mà chỉ xem cô như bạn thân hay chị em. Sau khi ký túc xá của trường bị phá hủy, Himeko đến sống tại tòa biệt thự của Chikane. Himeko là một trong 2 nữ pháp sư đã từng phong ấn Orochi nay đầu thai trở lại. Himeko là hiện thân của Nhật nữ pháp sư (Hi no miko)

### Himemiya Chikane (姫宮 千歌音)
- Tên: Himemiya Chikane
- Lồng Tiếng: Ayako Kawasumi
- Tuổi: 16
- Màu tóc: Xanh đen
- Màu mắt: Xanh
- Đồng phục: Hakama màu tím
- Biểu tượng Miko: Mặt Trăng

Chikane và Himeko.

- Tiểu sử: Chikane là một cô tiểu thư nhà giàu xinh đẹp. Cô là chủ tịch hội đồng sinh viên của học viện, là có vô số fan hâm mộ trong trường. Chikane cũng là thành viên câu lạc bộ bắn cung, nên sử dụng cung dài rất giỏi, đồng thời còn chơi tennis và piano rất hay. Chikane có một địa điểm bí mật trong sân trường, nơi mà cô chỉ cho Himeko vào. Chikane thường xuyên tới đó sau khi làm việc mệt mỏi ở hội đồng sinh viên để trốn tránh đám đông hâm mộ. Khi Himeko bị thương sau khi ký túc xá trong trường bị phá hủy, Chikane nhanh chóng đón cô vào ở chung trong nhà. Do tình cảm của cô dành cho Himeko không được để ý, Chikane cuối cùng quyết định dùng bạo lực để chiếm đoạt Himeko. Tuy nhiên hành động của Chikane sau này thật ra lại vì một mục đích khác cao cả hơn nhiều. Chikane là một trong 2 nữ pháp sư đã từng phong ấn Orochi nay đầu thai trở lại. Chikane là hiện thân của Nguyệt nữ pháp sư (Tsuki no miko).

### Ogami Souma (大神 ソウマ)
- Tên: Ogami Souma
- Lồng Tiếng: Junji Majima
- Tuổi: 17
- Màu tóc: Đen
- Màu mắt: Nâu Đen
- Thứ tự trong Orochi: Nana no kubi Thứ 7
- Tiểu sử: Souma là cái cổ thứ 7 của Orochi, anh là Orochi duy nhất thoát được sự kiểm soát của Orochi để bảo vệ người mà anh thương yêu, Himeko. Souma là hoàng tử trong trường, lúc nào cũng bị cặp với Chikane. Lúc đầu, Souma nghĩ năng lực để chiến thắng Orochi đến từ tình yêu của anh và Himeko, nhưng không phải, đó là vì Himeko hỗ trợ anh trong lúc chiến đấu. Souma bị một lời nguyền của Orochi, anh từ từ bị năng lực của chính mình chiếm hết cơ thể. Anh chết khi đưa Himeko lên Mặt Trăng để chiến đầu với Chikane, sau này được cứu sống bởi người anh ruột Tsubasa.

### Orochi
Nhiều năm trước, Orochi là quỷ rồng 8 đầu đã âm mưu hủy diệt thế giới. Hai nữ pháp sư là Miko của Mặt trời và Mặt Trăng đã chống lại Orochi. Và Miko của Mặt trời đã hy sinh bản thân để phong ấn Orochi. Nay cùng với 2 nữ pháp sư, 8 đầu rồng của Orochi đã hồi sinh và đầu thai dưới hình dạng của 8 người.
- Đầu thứ 1: Tsubasa. Tsubasa đã giết chính cha mình, người thường xuyên hành hạ con, để bảo vệ em trai. Tên của Tsubasa có nghĩa là "đôi cánh", và Tsubasa lái một mecha có cánh trông rất ngầu. Anh là mạnh nhất trong các thành viên Orochi.
- Đầu thứ 2: Miyako. Miyako là một nữ tu sĩ Công giáo. Miyako chuyên theo dõi người khác qua gương. Trở thành 1 đầu của Orochi vì khi chứng kiến cuộc chiến tranh tàn khốc ở quê hương, lời cầu nguyện của cô không trở thành hiện thực và cô đánh mất niềm tin vào Chúa.
- Đầu thứ 3: Girochi. Girochi là một người to lớn và ngu ngốc, là em trai của Miyako. Anh ta lái một mecha có hình dạng cánh tay. Trở thành 1 đầu của Orochi vì quá sợ hãi và kinh hoàng về cái chết của người thân yêu.
- Đầu thứ 4: Korona. Korona là một thần tượng âm nhạc, nhưng cô đã phải trả giá khá đắt cho ước mơ của mình. Trở thành 1 đầu của Orochi vì bị từng bị cưỡng hiếp.
- Đầu thứ 5: Reiko. Reiko là một mangaka lạnh lùng. Himeko rất hâm mộ truyện của Reiko. Trở thành 1 đầu của Orochi vì thất bại quá nhiều.
- Đầu thứ 6: Nekoko. Nekoko là một cô gái nhỏ, nhí nhảnh và luôn mặc đồ ý tá, tay thường cầm một kim tiêm rất lớn. Trở thành 1 đầu của Orochi vì từng bị đem ra làm vật thí nghiệm.
- Đầu thứ 7: Souma. Ogami Souma là chiếc đầu thứ 7 của Orochi. Cậu là người đầu tiên tấn công Himeko, nhưng sau đó đã thức tỉnh và chống lại được sức mạnh bóng tối trong người. Souma đã sử dụng sức mạnh của mình để bảo vệ cho Himeko. Điều này không những làm cho Chikane thêm đau khổ mà còn khiến Souma chịu lời nguyền của Orochi mỗi khi sử dụng sức mạnh bóng tối.
- Đầu thứ 8: Chikane. Sau khi hãm hiếp Himeko, Chikane đầu quân cho Orochi, và trở thành chiếc đầu thứ 8. Tuy nhiên, sau đó cô lại nhanh chóng tiêu diệt 6 người kia một cách dễ dàng.

## Tập phim
- 『常世の国』 - "Country of this World" - Vào đúng ngày sinh nhật của Himeko và Chikane, Orochi một lần nữa đã thức tỉnh tàn phá thế giới.
- 『重なる日月』 - "Overlapping Sun and Moon" - Himeko và Chikane nghe kể truyển thuyết về Miko của Mặt trời và Mặt Trăng.
- 『秘恋貝』 - "Secret Love Shell" - Chikane mời Himeko về nhà mình sau khi ký túc xá bị phá hủy.
- 『思い賜うや』 - "Direction of Affection" - Himeko nhận lời cuộc hẹn của Souma, Tsubasa xuất hiện.
- 『夜闇を越えて』 - "Over the Darkness of the Night" - Souma biết được Tsubasa là anh trai mình.
- 『日溜まりの君』 - "You Who are the Sun" - Himeko và Chikane đã quen nhau như thế nào?
- 『恋獄に降る雨』 - "Rainfall in the Hell of Love" - Himeko nhận lời mời của Souma lần thứ 2, Chikane lọt vào "bẫy tình" ảo ảnh do Miyako dựng nên, Chikane nhớ lại kiếp trước của hai người.
- 『銀月の嵐』 - "Storm of the Silver Moon" - Chikane chiếm đoạt thể xác Himeko, điều khiển và biến đổi Mecha của Souma.
- 『黄泉比良坂へ』 - "To Hell" - Chikane gia nhập Orochi, nhưng ngay sau đó tiêu diệt cả sáu thành viên kia, trở thành thủ lĩnh Orochi.
- 『愛と死の招待状』 - "Invitation of Love and Death" - Chikane trở về nhà gặp Himeko.
- 『剣の舞踏会』 - "Dance Of Swords" - Chikane và Himeko quyết đấu ở đền trên Mặt Trăng.
- 『神無月の巫女』 - "Priestesses Of The Godless Month" - Himeko đâm Chikane bị thương. Chikane giải thích cho Himeko rằng một trong hai người sẽ phải hy sinh để phong ấn Orochi, và cô sẽ là người làm điều đó. Himeko cuối cùng cũng đã nhận ra tình cảm thực sự của mình và Chikane. Kết thúc: Sau khi Souma tiêu diệt Orochi, Chikane và Himeko đã có những giây phút cuối cùng bên nhau và Chikane bị giam cầm ở ngôi đền trên Mặt Trăng. Himeko thức giấc ở một thế giới mà Chikane không hề tồn tại. Ký ức về Chikane như tan biến trong Himeko, nhưng trong sâu thẳm tâm hồn cô vẫn văng vẳng tiếng gọi của một người nào đó, và cô vẫn chờ đợi đến ngày gặp được người ấy dù đó chỉ là hình ảnh mờ ảo trong trái tim cô.

Ở cuối phim, Himeko đã gặp lại Chikane và nhận ra đó là người cô yêu, họ lại yêu nhau...1 lần nữa...

## Bài hát trong anime
- Mở đầu:

"Re-sublimity" do KOTOKO trình bày
- Kết thúc:

"Agony" do KOTOKO trình bày